# 儿童十字军

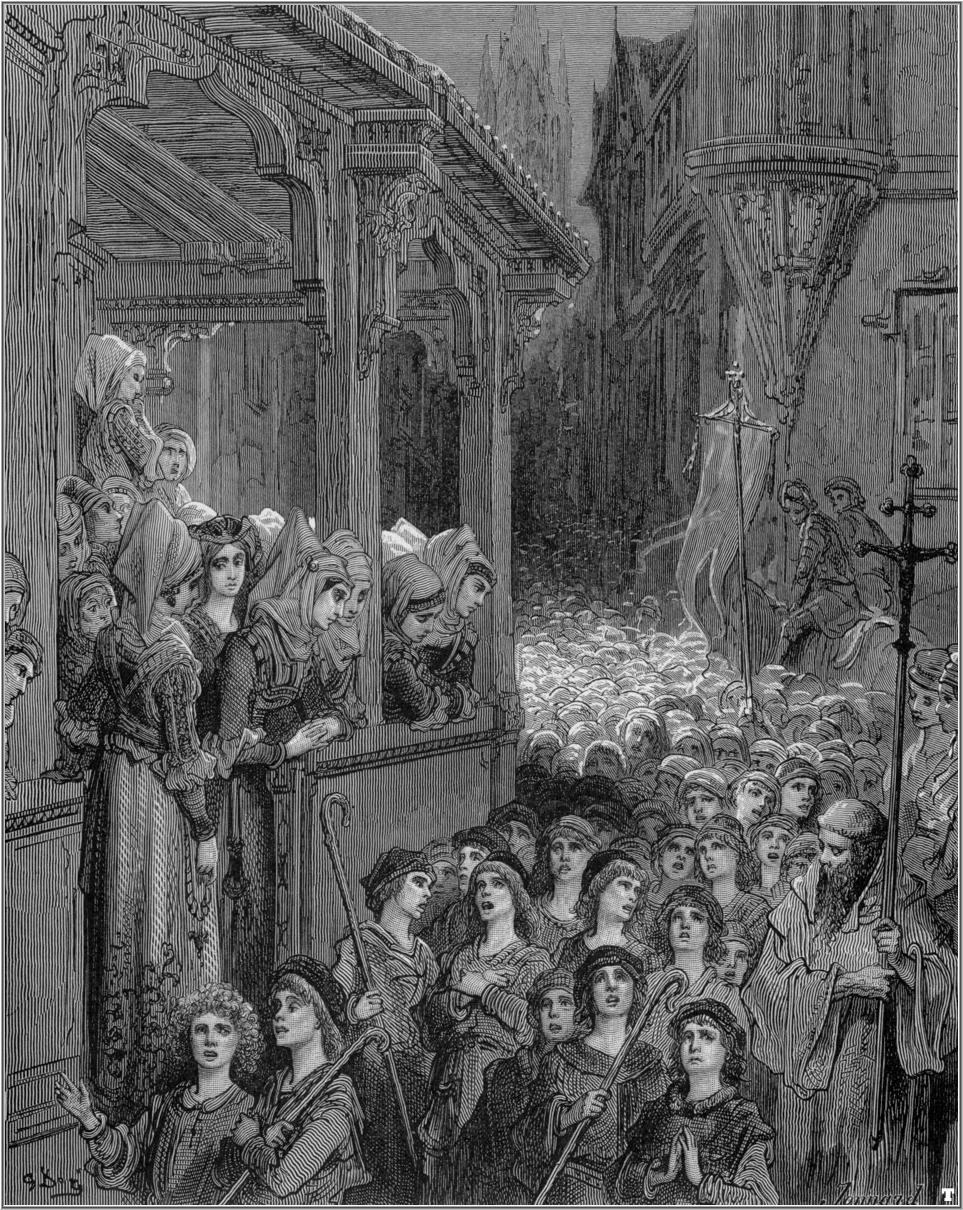
兒童十字軍，Gustave Doré 版画

儿童十字军即十字军中以少年儿童（一說為流浪漢非兒童）為主的民間十字軍，指的是发生在1212年，於第四次十字军东征後的一系列历史事件或虚构传说，通常有以下几个元素构成：
- 一个法国（一说德意志）少年见到异象；
- 欲使圣地（指耶路撒冷）的穆斯林和平地皈依基督教；
- 儿童于是进发，至意大利；
- 被作为奴隶拐卖；
- 後來變賣兒童的船主被處以死刑，而許多兒童直到17年後才被神聖羅馬帝國皇帝解救，回到祖國。

自从 Peter Raedt 的研究工作在1977年发表后，现在学界普遍认为参与者并非儿童，而是德国和法国流浪汉组成的队伍，其中一些人企图前往圣地，而其他人从未作此想。早期关于此事件的记叙多不可靠，且长期以来一直多有出入。

## 事件发生的不同版本

### 传统观点
传统上对儿童十字军的记叙尽管彼此之间存在很多出入，但都关于主题相似的一些事件。一个少年在法国或者神聖羅馬帝國宣讲说，耶稣向他显现，告诉他要率领十字军以和平的手段使圣地的穆斯林皈依基督教。他行奇蹟，说预言，使得许多人追随他，估计可能有两万儿童。他带领这些儿童向南到地中海，他说大海会分开，这样就能向耶路撒冷进发。然而这一切并没有发生。後來他們到了馬賽港，有两个商人聲稱願意免費用了七条船载他們前去耶路撒冷，結果實際上是將他們載去突尼斯（也有一說為埃及的亞歷山大），有儿童在途中圣彼得罗（San Pietro）岛遭遇船难丧生。其余到突尼斯后被当作奴隶出卖。在有些叙述中儿童们在到达海边之前就已经因为饥饿劳顿而死亡或者放弃。但学界认为，这种看法不过是一种传说，而不是事实。

### 当代观点
根据比较晚近的研究成果，在1212年的法国和神聖羅馬帝國可能发生过两次运动（参与者各年龄皆有）。两者之间的相似之处使后世史家误以为是一场运动，并加以文饰。
一场运动发生在德国，一名为尼古拉（Nicholas）的牧羊人带领一支队伍于1212年早春越过阿尔卑斯山到意大利。约有七千人在八月下旬到热那亚。不过大海并没有如他们所愿而分开，随即作鸟兽散。有人返回家乡，有人去了罗马，也有人沿罗纳河来到马赛，可能在那里被贩卖为奴。
另一场运动由 Cloyes （位于今厄尔-卢瓦尔省）的牧民艾蒂安（Étienne）领导。他在六月份宣称有一封耶稣写给法国国王的书信。有三万人追随他来到圣但尼（今巴黎北郊），见证他行奇蹟。据巴黎大学的建议，法王腓力二世下令将人群遣散。当时的记载未曾提及有意出发前往耶路撒冷。

## 当代的解释
当代的一些研究指出，此番运动的参与者并非儿童，至少并不都很年轻。讹误始于后世的纪年史家（约其后三十年左右），他们并非事件的亲历者和见证人。在翻译原始记录时，他们因误读拉丁文 pueri（「男孩」），直译成「儿童」。然而，在这些原始记录中 pueri 却是当时一种俚语用法，而非用其本意。（类似文言中有诸如“豎子”的贬称，未必特指人的年龄，旧小说戏曲中也有“某某小儿”、“孩儿们”等说法。）1200年代的欧洲出现了成群结队流浪的穷人。在德法北部，有贫困的农民因当时经济社会变革而被迫变卖土地。而 pueri 即指这些失地的农民。后来著者笔下“儿童十字军”的故事便滥觞于将 pueri误译“儿童”。其后，儿童组成十字军一事作为历史在1212年之后第一代或第二代人的观念中开始扎根，广为流传，不断演绎。直到最近才受到重新审视。

## 历史记载

### 原始记载
据 Raedts 的研究，当时关于此次十字军运动只有五十处的记载，篇幅从只有寥寥几句话到半页。Raedts 将之分为三类：1220年前的记载；1220至1250年间（事件发生时作者已出生，可能是事后的回忆）；1250年后的第二、三代人。Raedts 认为1250年后的记载并不可靠，而在1250年前的记载只有20份左右才是可靠的。而“儿童十字军”的说法只见于后来不可靠的记叙中，诸如博韋的樊尚、罗吉尔·培根、多瑪斯·康定培及巴利斯（Matthew Paris）等人。

### 学术研究
在 Raedts 于1977年发表的研究之前，只有少数关于“儿童十字军”的学术论文发表。其中最早的是由法国人 G. de Janssens（于1891年）和德国人 R. Röhricht（于1876年）对史料的分析，但他们并没有对故事本身进行分析。Raedts 提到，美国研究中世纪的学者 D. C. Munro（于1913-14年间）对史料进行了详尽的剖析，并首次非以传说的方式重述了这次十字军运动的历史。P. Alphandery 于1916年发表了一篇关于十字军的文章，1959年以专著的形式出版。他认为，十字军是中世纪“无罪”崇拜的一种表达形式，是“无罪者”献身于基督教事业的祭仪。然而他的意见乃是建诸很不可靠的史料上的。Adolf Waas（于1956）视“儿童十字军”为骑士阶层敬虔主义的宣告，以及对圣战理想主义的抗议。H. E. Mayer（于1960）引申 Alphandery 的“无罪”说，认为儿童是上帝的选民，因为他们是最贫穷的，鉴于当时对“神贫”的崇拜，他说“儿童十字军既标志着神贫观念的胜利，也表明其失败”。Giovanni Miccoli（于1961）首先指出，当时的记载并没有将十字军的参与者描绘成“儿童”。 Norman Cohn（于1971）认为，儿童十字军是一场千禧年主義运动，穷人试图摆脱生活中的悲惨境遇。Peter Raedts 发表于1977年的研究，是迄今关于儿童十字军最为详尽的分析。

### 通俗读物
在学术领域之外，亦有许多关于“儿童十字军”通俗版本。Norman Zacour 在 A History of the Crusades（1962年版）中基本同意 Munro 的结论，但他补充了当时社会不稳定的情绪，认为“儿童十字军”是当时一系列社会波动的一部分，中世纪人（包括儿童）试图从中获得解脱。Steven Runciman 在其 A History of the Crusades 也有关于“儿童十字军”的记述。 Raedts 指出，尽管 Runciman 引证 Munro 的文章，但其叙述过于乖谬，以至令人怀疑其是否真有读懂。Donald Spoto 著有聖方濟传记，其中说教会视贫穷为敬虔，却占有大量财富，因而修士自称儿童，而羞于自称穷人。Spoto 认为，“儿童十字军”的传说起源于此，与 H. E. Mayer 观点接近。

## 文艺作品所提到的“儿童十字军”
- La Croisade des Enfants（《儿童十字军》，1902），清唱剧（oratorio），法国剧作家加布里埃尔·皮埃尔内（Gabriel Pierné）作品，以童声合唱著，根据“儿童十字军”本事改编。
- Cruciada copiilor（1930），Lucian Blaga 根据“儿童十字军”创作的剧本。
- Die Morgenlandfahrt （《東方之旅》，1932），赫尔曼·黑塞小说，讲前往东方朝圣者，有提及此事。
- The Children's Crusade（《儿童十字军》，1958），亨利·特里斯（Henry Treece）历史小说，儿童文学作品，其中有 Cloyes 的 Stephen 在马赛试图使大海分开的情节。
- The Death of the Bishop of Brindisi（《布林迪西主教之死》，1963），康塔塔，梅诺蒂（Gian Carlo Menotti）作品，为意大利布林迪西主教临终回忆“儿童十字军”时负疚之情，追问自己权力的目的和界限。
- Slaughterhouse-Five（《第五號屠宰場》，1969）, 库尔特·冯内古特小说，以“儿童十字军”为副题。
- （《海與夕陽》，1955），日本作家三島由紀夫短篇。
- Kruistocht in spijkerbroek（《穿牛仔裤的十字军》，1973），荷兰作家提亚·贝克曼（Thea Beckman）小说及同名电影，时空旅行者眼中的“儿童十字军”。
- A Long March To Jerusalem（《耶路撒冷长征》，1978），唐·泰勒（Don Taylor）剧本，“儿童十字军”故事。
- An Army of Children（《童军》，1978），伊万·罗德斯（Evan Rhodes）小说，讲两男孩参加十字军。
- Children's Crusade（《儿童十字军》，1985，The Dream Of Blue Turtles《蓝海龟之梦》專輯）, 斯汀歌曲，“儿童十字军”、一战时英军阵亡士兵与海洛因成瘾者。
- Lionheart（《勇士》，1987）电影，“儿童十字军”故事改编。
- Yndalongg（1996），奥地利乐队 The Moon Lay Hidden Beneath a Cloud，其中有一曲源自“儿童十字军”故事，也收录于1999年发行的 Rest on your Arms reversed.
- The Fire of Roses（《玫瑰之火》，2003），格里高利·里纳尔迪（Gregory Rinaldi）小说。
- The Crusade of Innocents（《无罪的十字军》，2006），大卫·乔治（David George）小说，讲“儿童十字军”可能受讨伐法国南部迦他利派的十字军影响，及两者如何会师。
- Sylvia（《西尔维亚》，2006），Bryce Courtenay 小说，“儿童十字军”故事改编。
- Clive Barker's Jericho（《戰慄古堡》，2007），电子游戏，十字军运动中丧生儿童的冤魂复仇。

### 引用
1. 1 2 3  Raedts, Peter, "The Children's Crusade of 1212", Journal of Medieval History, 3 (1977)
2. 1 2 3 4  Russell, Frederick, "Children's Crusade", Dictionary of the Middle Ages, 1989
3. ↑  Munro, D.C. (1913－14). "The Children's Crusade". American Historical Review. 19:516-24.
4. ↑  Alphandery, P. (1954). La Chrétienté et l'idée de croisade. 2 vols.
5. ↑  Waas, A. (1956). Geschichte der Kreuzzüge
6. ↑  Mayer, H.E. (1972). The Crusades
7. ↑  Miccoli, G. (1961). "La crociata dei fancifulli". Studi medievali. Third Series, 2:407-43
8. ↑  Cohn, N. (1971). The pursuit of the millennium. London.
9. ↑  Runciman, Steven (1951)."The Children's Crusade" （页面存档备份，存于）, A History of the Crusades.